# گورتون
گورتون (به انگلیسی: Gorton) یک محله در بریتانیا است که در منچستر واقع شده‌است. گورتون ۳۶٬۰۵۵ نفر جمعیت دارد.